# 蒙托里奥勒 (洛特-加龙省)
蒙托里奥勒（法語：Montauriol，法語發音：[mɔ̃toʁjɔl] ⓘ）是法国洛特-加龙省的一个市镇，属于洛特河畔新城区。

## 地理
蒙托里奥勒（44°37'3"N, 0°34'50"E）面积9.92 平方千米，位于法国新阿基坦大区洛特-加龍省，该省份为法国西南部内陆省份，北起多爾多涅省，西接吉倫特省和朗德省，南至热尔省，东临塔恩-加龙省和洛特省。
与蒙托里奥勒接壤的市镇（或旧市镇、城区）包括：卡斯蒂约内斯、杜赞、卢格拉特、圣莫里斯-德莱斯塔佩勒、塞里尼亚克佩布杜。

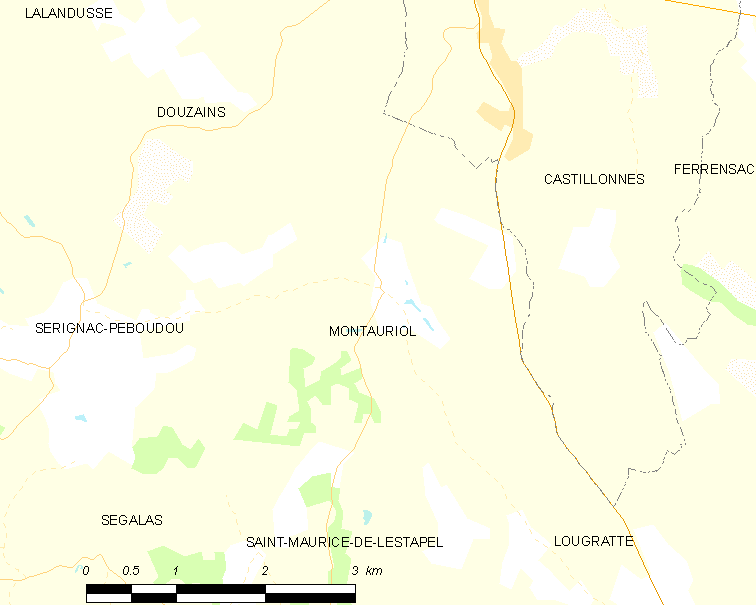
的OSM定位图

蒙托里奥勒的时区为UTC+01:00、UTC+02:00（夏令时）。

## 行政
蒙托里奥勒的邮政编码为47330，INSEE市镇编码为47183。

## 政治
蒙托里奥勒所属的省级选区为德罗河谷县。

## 人口

1962-2008年间人口变化图示

蒙托里奥勒于2022年1月1日时的人口数量为222人。